# Lisa Coleman (Musikerin)

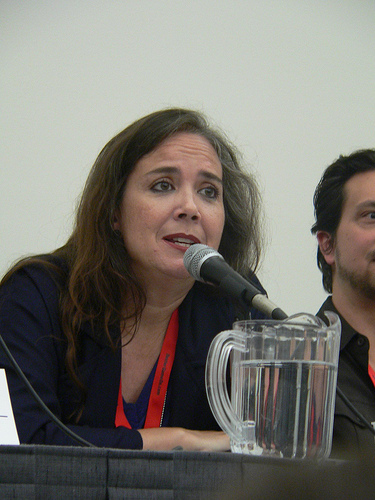
Lisa Coleman im Jahr 2010

Lisa Coleman (* 17. August 1960 in Los Angeles, Kalifornien) ist eine US-amerikanische Musikerin. Sie spielt Klavier und Keyboard. Internationale Bekanntheit erlangte sie durch die Zusammenarbeit mit dem Musiker Prince und war 1982 bis 1986 Mitglied in dessen Begleitband The Revolution. 1985 wurde sie mit zwei Grammys für ihre Beteiligung an dem Album Purple Rain und dem gleichnamigen Song ausgezeichnet. 1987 gründete sie zusammen mit Wendy Melvoin das Duo Wendy and Lisa und veröffentlichten insgesamt fünf Studioalben, die kommerziell allerdings nicht erfolgreich waren.
Nach Prince’s Tod im Jahr 2016 gab Coleman die Neugründung von The Revolution bekannt, in der sie bis heute (2022) mitwirkt. 2018 wurde Coleman in die Academy of Motion Picture Arts and Sciences berufen, die jährlich die Oscars vergibt.

## Familie
Lisa Colemans Mutter Marylou Ynda-Ciletti (* 4. April 1936; † 17. November 2013) war bildende Künstlerin und ihr Vater Greg Coleman (* 1936) war von 1965 bis 2002 als Studiomusiker tätig, der als Perkussionist und Vibraphonist auf Alben von beispielsweise Barry White, Bobby Darin, Cannonball Adderley, Diana Ross, Janet Jackson, Neil Diamond, Ray Charles, The Beach Boys und Tom Waits zu hören ist. Lisa Coleman hat mit Cole Ynda (* 1958) eine ältere Schwester, die Songwriterin ist und auch als Perkussionistin und Begleitsängerin arbeitet. Ihr jüngerer Bruder David Coleman (* 1962; † 2004) war ebenfalls Musiker und spielte Instrumente wie Gitarre, Oud, Perkussion und Violoncello auf Alben von Aimee Mann, Prince, Rainbirds und Sheila E.
Gary Coleman war in den 1960er und 1970er Jahren mit dem Musiker Mike Melvoin (* 1937; † 2012) befreundet. Beide Familien spielten öfter zusammen Musik und machten gemeinsame Aufnahmen, wobei Lisa Coleman Melvoins Tochter Wendy kennenlernte. Im April 2009 gaben Coleman und Melvoin in der US-Zeitschrift Out in einem Interview bekannt, eine lesbische Beziehung miteinander zu führen.

## Musikkarriere

### The Revolution
Im Jahr 1980 wurde Coleman mit 19 Jahren Mitglied der Begleitband von Prince. Anlässlich seines Albums Dirty Mind und der dazugehörigen Tour ersetzte sie die Keyboarderin Gayle Chapman, der die anzüglichen Liedtexte von Prince nicht mehr gefielen. Coleman spielte auch bei den folgenden Alben Controversy und 1999 Keyboard. Außerdem war sie Studiomusikerin für die Gruppen The Time und Vanity 6. Nach ihren Angaben wurde Prince durch ihr Auto zu seiner ersten Top-Ten-Single Little Red Corvette inspiriert. Prince habe sich damals öfter ihren pinkfarbenen Wagen, einen Mercury Montclair, ausgeliehen; als er einmal in diesem Wagen eingeschlafen war, sei ihm die Idee zu dem Lied gekommen.
Während der Sessions für 1999 machte Coleman Prince mit ihrer langjährigen Freundin Wendy Melvoin bekannt. Diese löste 1983 in Prince’s Band den Gitarristen Dez Dickerson ab. Coleman und Melvoin waren damit Mitglieder seiner nun als The Revolution bezeichneten Band. Diese begleitete sein erfolgreichstes Album Purple Rain, das 1985 mit einem Grammy ausgezeichnet wurde, und nahm mit ihm auch die nachfolgenden Alben Around the World in a Day und Parade auf.

### Wendy and Lisa
Kurz nach Fertigstellung des Albums Parade verließen Coleman und Melvoin die Band und bildeten als Wendy and Lisa ein eigenständiges Duo. In dieser Formation setzten sie auch ihre erfolgreiche Fernsehmusikkarriere fort. Sie schrieben die Musik für die Fernsehserie Heroes des Senders NBC, für Virtuality von FOX und für Nurse Jackie von Showtime. Sie erhielten als Komponisten des Jahres den ASCAP-Preis für ihre Arbeit zu Dangerous Minds, der Titelmusik von Carnivàle aus dem Hause HBO, Crossing Jordanl und Heroes.
Ihr Album White Flags of Winter Chimneys, ihr erstes Album mit populärer Musik seit Girl Bros. im Jahr 1998, wurde im März 2009 veröffentlicht. Das von dem Duo in Eigenproduktion und Selbstveröffentlichung herausgegebene Album ist ein Kaleidoskop von Kompositionen mit Einflüssen von Trance über Electronica bis zu 1970er-Jahre-Funk und Rock ’n’ Roll.

### Musikerin auf Prince-Alben
- 1980: Dirty Mind
- 1981: Controversy
- 1982: 1999
- 1984: Purple Rain
- 1985: Around the World in a Day
- 1985: His Majesty’s Pop Life/The Purple Mix Club
- 1986: Parade
- 1987:  Sign "☮" the Times
- 1990: Graffiti Bridge
- 1993: The Hits/The B-Sides
- 2001: The Very Best of Prince
- 2006: Ultimate
- 2007: Planet Earth
- 2016: 4Ever
- 2017: Purple Rain Deluxe
- 2018: Anthology: 1995–2010
- 2019: 1999 Super Deluxe
- 2020: Sign o’ the Times Super Deluxe
- 2022: Prince and the Revolution: Live

## Auszeichnungen
- 1985: Grammy in der Kategorie Bestes Album mit Originalmusik geschrieben für einen Film oder ein Fernsehspecial für Purple Rain (mit Prince, John L. Nelson und Wendy Melvoin)
- 1986: Grammy-Nominierung in der Kategorie „Best Music Video, Long Form“ für Prince and the Revolution: Live (mit Prince, Bobby Z., Brown Mark, Dr. Fink, Eric Leeds, Wendy Melvoin und Paul Becher; Video-Regie)[8]